# 고전열전
배한성의 고전열전은 대한민국의 방송국 MBC 표준FM에서 매주 월요일부터 토요일 오전 11시 45분부터 낮 12시까지 방송되는 라디오 드라마 프로그램으로, 성우 배한성이 진행하고 있다. 원래 방송인 배칠수도 공동진행자였으나, 2012년 10월 15일 수호지 편부터는 배한성이 단독으로 진행한다. 대신 2013년 9월 2일 난중일기 편부터 개그맨 김경식도 성우로 합류한다.
2011년 MBC 라디오 봄 개편으로 일요일 오전 11시 10분부터 낮 12시까지 하이라이트 방송이 신설되었으며 2011년 MBC 라디오 가을개편으로 2011년 10월 24일부터는 월요일부터 토요일 오후 9시 45분부터 10시까지 재방송을 신설했으나 2012년 가을개편으로 2012년 10월 22일부터는 오후 시간 재방송은 폐지되었다. 2012년 10월 15일부터 삼국지와 수호지 편이 끝나고 이어 난중일기가 방송되고 있다.2013년 MBC 라디오 춘하개편으로 2013년 3월 25일부터 밤 9시 45분으로 시간대를 옮겨 주 5일로 방송하다가 9월 2일 라디오 추동개편으로 종전대로 환원 방송되었다. 2014년 4월 13일 방송을 끝으로 4년 만에 종영했다.

## 삼국지
기존의 삼국지 내용을 기반한 로맨틱 액션 드라마로 배칠수의 해설과 중간중간에 나오는 성대모사로 이야기를 전달하였다.
| - 제1부 황건적의 난 - 제2부 도원결의 - 제3부 십상시의 난 - 제4부 폭군 동탁 - 제5부 불타는 낙양성 - 제6부 난세의 영웅들 - 제7부 미녀 초선 - 지금까지의 줄거리 - 제8부 난세의 영웅 조조 - 제9부 풍운의 서주성 - 제10부 이각과 곽사 - 제11부 장비와 여포 - 제12부 강동의 소패왕 손책 - 제13부 정략결혼 - 제14부 추씨 부인 - 제15부 여포의 최후 - 제16부 조조와 유비 - 제17부 의사 길평 - 제18부 관우 오관돌파 - 제19부 도사 우길 - 제20부 관도대전 - 특별 번외편1 유비의 불가사의한 매력 | - 제21부 제갈공명 - 제22부 장판파전투 - 제23부 적벽대전 - 특별 번외편2 공명의 거짓과 진실 - 제24부 형주쟁탈전 - 제25부 정략결혼 - 제26부 주유의 죽음 - 제27부 봉추방통 - 제28부 영웅마초 - 제29부 서촉 사십일 주도 - 제30부 서촉 정벌 - 제31부 위왕 조조 - 제32부 불타는 허도 - 제33부 한중왕 유비 - 제34부 천하무적 관우 - 제35부 관성대제 관우 - 제36부 조조의 죽음 - 제37부 칠보의 시 - 제38부 한조의 최후 - 제39부 이릉대전 - 제40부 촉오동맹 | - 제41부 칠종칠금 - 제42부 출사표 - 제43부 읍참마속 - 제44부 진창도 - 특별 번외편3 승상 제갈량 - 제45부 고전하는 북벌 - 제46부 오장원 - 제47부 공명의 생애 - 제48부 제갈무후 - 제49부 사마의의 역습 - 제50부 위나라의 최후 - 제51부 오나라의 군주 손권 - 제52부 오나라의 쇄망 - 제53부 촉나라 30년 - 제54부 삼국지 마지막이야기 |

## 고전열전삼국지 100배즐기기
- 제1부 진시황 암살작전 (총 3화)
- 제2부 진나라의 몰락 (총 5화)
- 제3부 항우와 유방 (총 10화)
- 제4부 장자방 (총 3화)
- 제5부 홍문의 연회 (총 3화)
- 제6부 여후와 우미인 (총 2화)
- 제7부 파초대원수 한신 (총 8화)
- 제8부 초한전쟁 (총 11화)
- 제9부(완) 사면초가 (총 6화)

## 수호지
- 서막 (총4화)
- 제1화 구름은 용을 부르고 (총10화)
- 제2화 꽃문신 노지심 (총9화)
- 제3화 표자두 임충 (총14화)
- 제4화 봉물짐을 털어라 (총9화)
- 제5화 양산박에 뜨는 별 (총14화)
- 제6화 악의 꽃,반금련 (총21화)
- 제7화 행자 무송 (총13화)
- 제8화 풍운의 청풍채(총11화)
- 제9화 양산박 가는길(총6화)
- 제10화 송강 유배 (총8화)
- 제11화 심양루 사건 (총11화)
- 제12화 송강 구출 작전(총11화)
- 제13화 이규 하산 (총7화)
- 제14화 계주에 부는 바람 (총12화)
- 제15화 양산박,강적을 만나다 (총15화)
- 제16화 양산박 가는 길 (총7화)
- 제17화 구름 위의 승부 (총8화)
- 제18화 관군,토벌에 나서다 (총8화)
- 제19화 뜨는 별,지는 별 (총9화)
- 제20화 옥기린 노준의 (총16화)
- 제21화 조 천왕의 원수를 갚다 (총9화)
- 제22화 호랑이는 죽어서 가죽을 남기고(총12화)(완결)

## 난중일기
난중일기 서막 신에게는 아직 열두척의 배가 있나이다 (총 3화)
난중일기 제1부 통신사를 불러라 (총 3화)
난중일기 제3부 녹둔도를 사수하라 (총 9화)
난중일기 제4부 흔들리는 조선 (총 6화)
난중일기 제5부 청년 이순신 (총 2화)
난중일기 제6부 무관 이순신 (총 3화)
난중일기 제7부 통신사 파견 (총 4화)
난중일기 제8부 조선으로 진격하라 (총 2화)
난중일기 제9부 광해군 (총 2화)
난중일기 제10부 전라 좌수사 이순신 (총 4화)
난중일기 제11부 조선출병 (총 3화)
난중일기 제12부 부산,동래성 전투 (총 6화)
난중일기 제13부 무너지는 조선 (총 4화)
난중일기 제14부 탄금대 전투 (총 7화)
난중일기 제15부 출격 이순신 함대 (총 5화)
난중일기 제16부 신화의 시작- 옥포해전 (총 6화)
난중일기 제17부 선조의 치욕 (총 4화)
난중일기 제18부 한양 함락 (총 2화)
난중일기 제19부 임진강 전투 (총 5화)
난중일기 제20부 거북선의 출격 당포해전 (총 11화)
난중일기 제21부 평양성 함락 (총 5화)
난중일기 지금까지의 줄거리 (총 1화)
난중일기 제22부 역관 홍순언 (총 3화)
난중일기 제23부 한산도 대첩 (총 10화)
난중일기 제24부 명나라 참전 (총 3화)
난중일기 제25부 조선의 의병장들 (총 8화)
난중일기 제26부 유격 심유경 (총 3화)
난중일기 제27부 진주대첩 (총 5화)
난중일기 제28부 평양성 탈환 (총 3화)
난중일기 제29부 난세의 영웅 권율 (총 3화)
난중일기 제30부 촉석루 (총 5화)
난중일기 제31부 삼도수군 통제사 이순신 (총 2화)
난중일기 제32부 이순신의 난중일기 (총 2화)
난중일기 제33부 정유재란 (총 4화)
난중일기 제34부 이순신과 선조 (총 3화)
난중일기 제35부 백의종군 (총 2화)
난중일기 제36부 칠천량 해전 (총 4화)
난중일기 제37부 신에게는 아직 열두 척의 배가 있나이다 (총 7화)
난중일기 제38부 이순신의 눈물 (총 2화)
난중일기 제39부 이순신과 진린 (총 2화)
난중일기 제40부 히데요시의 최후 (총 3화)
난중일기 제41부 우리가 몰랐던 임진왜란 이야기 (총 3화)
난중일기 제42부 노량해전 (총 5화)
난중일기 제43부 임진왜란 그 후 (총 8화)
난중일기 제44부 충무공 이순신 (총 2화) (최종화)

## 출연진
- 배한성-해설 및 각종 역할
- 배칠수-해설 및 각종 역할 (2010년 10월 18일 ~ 2012년 10월 13일, 목소리 연기: 이명박, 전두환, 배철수, 최양락, 손석희, 유시민 등)
- 김경식-고니시 (난중일기 편) 등 각종 역할
- 박일-유비, 방통, 유선, 이순신 (난중일기 편) 등 각종 역할
- 최한-관우 役
- 김강산-노년 관우 役
- 이철용-장비, 이일 (난중일기 편)등 각종 역할
- 김영선-제갈량, 유성룡 (난중일기 편) 役
- 김용준-하후돈, 선조 (난중일기) 役
- 안장혁-정욱, 유표, 장합, 원균 (난중일기 편) 役
- 이인성-순욱, 도요토미 히데요시 (난중일기 편) 役
- 이상훈-조조 役
- 이병식-동탁 役
- 이윤연-여포, 왕진 役
- 정재헌-조운 役
- 윤성혜-초선 役
- 김아영-홍부영(감부인) 役
- 이원찬-주유, 사마의 役
- 송준석-손권, 진궁, 순유, 서서, 신립 (난중일기 편) 役
- 방성준-노숙 役
- 이종혁-손견 役
- 김용식-도겸, 가후 役
- 안지환-손책(초반) 役 (강동의 소패왕 편)
- 최상기-채모 役
- 김기현-우길, 허유 役
- 안종덕-손책(후반) 役 (도사 우길 편)
- 변종필-원소 役
- 신성호-원술 役
- 고성일
- 김명수
- 박영화
- 양희문
- 김태훈-조조의 아버지 조숭 役
- 김기철
- 이선주
- 이미자-유표 부인 채씨 役
- 김민성
- 황윤걸
- 이영란
- 기경옥
- 박신희-미부인 役
- 조예신-손상향(손부인)

## 특별출연
- 강석-DJ 강석 (미녀 초선 편), 방울도사 (이각과 곽사 편)
- 박은지-기상캐스터 (이각과 곽사 편)
- 유강진-동물의 왕국 나레이션 (장비와 여포 편)
- 전영미-여포 부인 (장비와 여포 편), 위나라 비대위원장 (한조의 최후 편)
- 강재형-아나운서, 우리말 지킴이 (13부 정략결혼 편)
- 강희선-추씨 부인 (추씨부인 편)
- 안윤상-내관 (유비와 조조 편)
- 윤도현-하인 경동 (의사 길평 편)
- 방현주-아나운서 (도사 우길, 관도대전 편)
- 김경식-대장장이 노인 (관도대전 편), 교국로 (25부 정략결혼 편), 도사 좌자 (위왕 조조 편)
- 김세아-소교 (적벽대전 편)
- 조영남-초대가수 (적벽대전 편)
- 김어준-조조 헌정방송 나는 고수다 진행자 (적벽대전 편)
- 박혜진-아나운서 (형주쟁탈전 편)